# Seznam albanskih nogometašev
Seznam Albanskih nogometašev.

## A
- Ansi Agolli
- Adrian Aliaj
- Krenar Alimehmeti

## B
- Nedim Bajrami
- Elis Bakaj
- Bekim Bala
- Valon Behrami
- Arjan Beqaj
- Ardit Beqiri
- Elvin Beqiri
- Besart Berisha
- Erjon Bogdani
- Kliton Bozgo
- Ervin Bulku
- Alban Bushi
- Dorian Bylykbashi

## C
- Lorik Cana
- Edgar Çani
- Geri Cipi
- Debatik Curri

## D
- Rezart Dabulla
- Ilir Daja
- Armend Dallku
- Mehmet Dragusha
- Klodian Duro

## F
- Alfredo Foni

## G
- Sadri Gjonbalaj

## H
- Besnik Hasi
- Altin Haxhi
- Përparim Hetemaj
- Isli Hidi
- Alban Hoxha
- Jahmir Hyka

## I
- Onils Idrizaj

## J
- Adnan Januzaj
- Ahmed Januzi
- Redi Jupi

## K
- Arjan Kabashi
- Edmond Kapllani
- Naim Kryeziu

## L
- Altin Lala
- Suad Lici
- Elion Lika
- Gilman Lika
- Andi Lila
- Ervin Llani
- Riza Lushta

## M
- Bledar Mancaku
- Migen Memelli
- Ledian Memushaj
- Devis Mukaj
- Edvin Murati
- Gjergji Muzaka
- Florian Myrtaj

## N
- Blendi Nallbani

## O
- Alfred Osmani
- Tefik Osmani

## P
- Arjan Pisha

## R
- Ylber Ramadani
- Odise Roshi
- Altin Rraklli

## S
- Artim Sakiri
- Hamdi Salihi
- Xherdan Shaqiri
- Bledi Shkembi
- Arjan Sheta
- Selman Stërmasi
- Foto Strakosha
- Thomas Strakosha
- Elvis Sina
- Ervin Skela
- Sulejman Starova
- Xhevahir Sukaj

## T
- Igli Tare
- Admir Teli
- Lorenc Trashi

## U
- Samir Ujkani

## V
- Kristi Vangjeli
- Rudi Vata
- Franc Veliu
- Emiljano Vila

## X
- Granit Xhaka
- Parid Xhihani